# Идзанаги
Идзанаги (яп. 伊弉諾, 伊邪那岐, 伊耶那岐), Идзанаги-но микото — в синтоизме бог творения, супруг богини Идзанами.
Идзанаги («первый мужчина») и Идзанами («первая женщина») — мужское и женское божества, имеющие антропоморфный облик и обладающие способностью рождать других богов. Родители триады высших божеств: богини Солнца Аматэрасу, бога Луны и Ночи Цукиёми, бога ураганов и водных стихий Сусаноо, духов моря, ветра, гор и деревьев. 
В живописи позднего средневековья Идзанаги и Идзанами изображались в виде прекрасной супружеской пары в развевающихся одеждах. 
Считаются создателями Японских островов, которые возникли из капель безбрежного океана, капающих с их копья.

## Супруги Идзанаги и Идзанами
Идзанаги со своей супругой Идзанами стояли на небесном парящем мосту и смотрели вниз, спрашивая друг друга, есть ли земли под ними. Чтобы выяснить это, боги опустили сделанное из драгоценного камня копьё и обнаружили океан. Когда они приподняли копьё, вода, которая стекала с него, затвердела и превратилась в остров Оногородзима (сам собой застывший остров).
Тогда они спустились на этот остров и установили вместе столб. Идзанами пошла вокруг этого столба в одну сторону, Идзанаги — в другую. Когда они встретились, Идзанами сказала: «Как чудесно. Я встретила прелестного юношу». Однако эта фраза разозлила Идзанаги, который сказал, что так как он мужчина, то по праву именно он должен говорить первым, и предложил обойти столб ещё раз. Когда они снова встретились, он первым сказал: «Как чудесно. Я встретил прелестную девушку», после чего они поженились.
Когда Идзанами создавала острова, моря, реки, деревья, травы, она вместе с Идзанаги думала, что нужно создать кого-то, кто мог бы стать правителем вселенной. Тогда родилась богиня Солнца Аматэрасу. Вторым ребёнком Идзанаги и Идзанами был бог луны Цукиёми, третьим — Сусаноо (порывистый бог-муж). По другой версии Аматэрасу, Сусаноо и Цукиёми были рождены из головы Идзанаги после ухода богини Идзанами в страну Ёми.
После рождения бога-духа огня Кагуцути Идзанами ослабла и сильно заболела. Узнавший об этом Идзанаги упал на колени и плакал, но его печаль не могла ей помочь, и она удалилась в страну Ёми, где царил вечный мрак.
Однако Идзанаги не мог без неё жить и вскоре отправился вслед за Идзанами. Когда он её обнаружил, она сказала, что Идзанаги пришёл слишком поздно, и попросила его не смотреть на неё. Однако он не выполнил эту просьбу и зажёг огонь. Тогда вместо жены он увидел истекающую гноем тварь, рядом с которой сидели восемь воплощений бога грома, а на него злобно уставились воплощения огня, земли и гор.
Идзанами сильно рассердилась на Идзанаги и послала за ним вдогонку восемь уродливых женщин страны Ёми. Идзанаги, обнажив свой меч Амэ но Охабари, бежал от них. В один момент он бросил на бегу головную повязку, и когда она превратилась в гроздь винограда, восемь уродливых женщин остановились и стали его поедать. Тогда Идзанами сама бросилась в погоню за Идзанаги. Однако к тому времени Идзанаги уже достиг границы между страной Ёми и остальным миром и загородил проход между ними большой скалой. В тот момент он почувствовал присутствие Идзанами по другую сторону скалы и предложил ей расторгнуть их союз. Идзанами ответила, что в таком случае она будет убивать по тысяче людей за один день, но Идзанаги ответил ей тем, что готов возводить в день тысячу пятьсот домиков для рожениц.
После своего возвращения из страны Ёми Идзанаги совершал многочисленные омовения, тем самым породив ещё ряд богов.
Согласно «Нихонги» после того, как божественное предназначение Идзанаги было исполнено, он выстроил в Авадзи Скрывающий дворец, где пребывает до сих пор в тишине и тайне.